# SxS
SxS (S-por-S) é um padrão de memória flash compatível com o padrão Sony e SanDisk-created ExpressCard. De acordo com a Sandisk e Sony, os cartões têm taxas de transferência de 800 Mbit/s, e taxa de transferência de disparo de até 2,5 Gbit/s sobre a interface PCI Express da ExpressCard. Sony usa estes cartões como meio de armazenamento para a sua XDCAM Exline de câmeras de vídeo profissionais.

## Compatibilidade
O cartão pode ser inserido diretamente em um slot ExpressCard, disponível em muitos notebooks. No entanto, ele só vai funcionar no Windows e Mac OS X, e apenas com um driver de dispositivo Sony instalado na máquina. Drives para Experimental Linux também estão disponíveis.
A única conectividade universal para estes cartões é a Sony SBAC-US10 e Sony SBAC-US20. Esses adaptadores USB externos faz com que os cartões fiquem visíveis para qualquer sistema como um disco rígido USB externo. A Sony SBAC-US20 usa o interface USB 3.0 e tem um preço de varejo sugerido de US$ 350.

## SxS PRO
SxS PRO é uma versão mais rápida do SxS projetado para a gravação de vídeo em resolução 4K. SxS Pro tem uma velocidade de gravação mínima garantida de 1,3 Gbit/s de uma interface com uma velocidade máxima teórica de 8 Gbit/s. SxS PRO cartões de mídia são usados em duas câmeras CineAlta que são a Sony PMW-F55 e Sony PMW-F5. O formato de gravação XAVC pode gravar resolução 4K a 60 fps com sampleamento de imagem 4:2:2 a 600 Mbit/s. A 128 Gigabyte, o SxS PRO cartão de memória pode gravar até 20 minutos de resolução de vídeo 4K XAVC a 60 fps, até 40 minutos de resolução de vídeo 4K XAVC a 30 fps, e até 120 minutos de 2K resolução XAVC vídeo a 30 fps.